# 霍氏間鰕虎
霍氏間鰕虎（学名：Hemigobius hoevenii），又名斜紋半鰕虎魚，为鱸形目鰕虎科半鰕虎魚屬下的一个种。该物种于1851年由彼得·布莱克尔描述，主要分布于印度洋-太平洋海域。